# Die Beatrice Egli Show
Die Beatrice Egli Show ist eine Musik-Unterhaltungsshow, die vom SWR produziert und von der titelgebenden Sängerin Beatrice Egli moderiert wird.

## Konzept und Hintergrund
Die Fernsehshow besteht aus Auftritten von Künstlern aus den Bereichen Schlager, Popmusik, Musical und Tanz sowie kurze Interviews und Anekdoten von Egli mit ihren Gästen.
Die Beatrice Egli Show ist die Nachfolgesendung der SWR-Samstagabendshow SWR Schlager – Die Show, deren zwei Sendeausgaben am 5. Dezember 2020 und am 30. Oktober 2021 ausgestrahlt wurden. Beatrice Egli moderierte die Show gemeinsam mit Alexander Klaws. Danach entschied sich der SWR, Egli ihre eigene Show zu geben: Seit April 2022 läuft halbjährlich Die Beatrice Egli Show im SWR und MDR. Die dritte und vierte Sendeausgabe präsentierte Das Erste zur Hauptsendezeit, nahm die Sendung danach allerdings wieder aus dem Programm, womit die Sendung wieder in die Dritten Programme kam und nun auch vom NDR ausgestrahlt wurde.
Am 19. April 2025 lief dann wieder eine Ausgabe im Ersten und eine weitere Ausgabe ist im Oktober 2025 geplant. Der SRF übernimmt seit 2025 auch die Sendung in deren Programm.

## Ausgaben
| Nr. | Ausstrahlung  | Fernsehsender | Gäste | Zuschauerzahl         |
| --- | ------------- | --- | --- | --------------------- |
| 01  | 23. Apr. 2022 | | Kerstin Ott, Ross Antony, Ireen Sheer, Art Garfunkel Jr., Stefan Mross und Anna-Carina Woitschack, Semino Rossi, Francine Jordi, Seven, Eric Philippi, Tim Peters | N.N.                  |
| 02  | 26. Nov. 2022 | Andrea Berg, Chris Norman, Ireen Sheer, Maite Kelly, Münchener Freiheit, Marie Reim, Die Höhner, Sophia, Yike Ou | 2,143 Mio. (8,5 % MA) |                       |
| 03  | 15. Apr. 2023 | | Mireille Mathieu, Peter Maffay, Bülent Ceylan, Pur, Melissa Naschenweng, Nik P., Ute Freudenberg, Johnny Logan, Luna Klee und das Ensemble vom Musical Tanz der Vampire | 3,66 Mio. (14,1 % MA) |
| 04  | 11. Nov. 2023 | Howard Carpendale, Peggy March, Heinz Rudolf Kunze, Maite Kelly, Sasha, Matteo Bocelli, Melissa Naschenweng, Christin Stark, Karat, Gregor Meyle, die Esteriore Brothers, das Tina Turner Musical sowie ein Udo-Jürgens-Special mit Pepe Lienhard | 3,59 Mio. (14,1 % MA) |                       |
| 05  | 6. Apr. 2024  | | Alina Bolshakova, Howard Carpendale, Kerstin Ott, Ben Zucker, Semino Rossi, Marianne Rosenberg, Lucy Diakovska | N.N.                  |
| 06  | 19. Apr. 2025 | | Melissa Naschenweng, Giovanni Zarrella, Howard Carpendale, Thomas Anders, Marianne Rosenberg feat. Conchita Wurst, Sarah Engels, Wencke Myhre, Nino de Angelo, Julio Iglesias Jr., Ross Antony, Uwe Ochsenknecht, Curtis Stigers, Luca Hänni, Sonia Liebing, Patrice und Daniel Aminati, Sascha Grammel, Marc Sway, Musical „& Julia“ | N.N.                  |
| 07  | Okt. 2025     | N.N. | N.N. |                       |